# Niaogho
Niaogho  là một tổng thuộc  Boulgou (tỉnh) ở phía đông Burkina Faso. Thủ phủ là thị xã Niaogho. Theo điều tra dân số năm 1996, tổng này có tổng dân số 25.702 người.

## Các thị xã và làng xã
- Thị xã Niaogho (13 545 dân) (thủ phủ)
- Bassindingo (1 279 dân)
- Gozi (1 025 dân)
- Ibogo (1 752 dân)
- Niaogho-Peulh (305 dân)
- Niarba (1 649 dân)
- Sondogo (428 dân)
- Tengsoba (5 719 dân)